# Coelioxys alternata
Coelioxys alternata là một loài Hymenoptera trong họ Megachilidae. Loài này được Say mô tả khoa học năm 1837.

## Hình ảnh

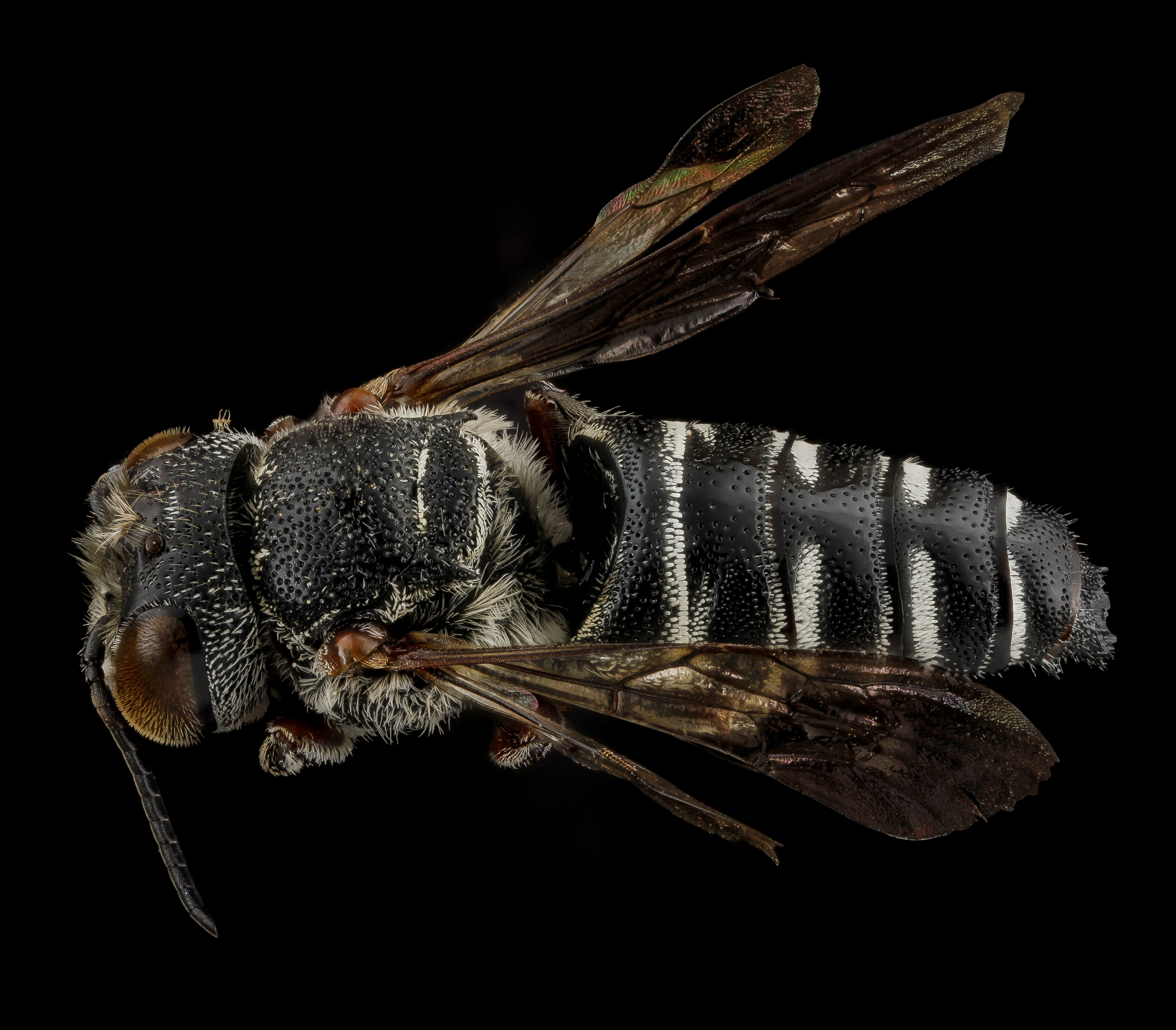
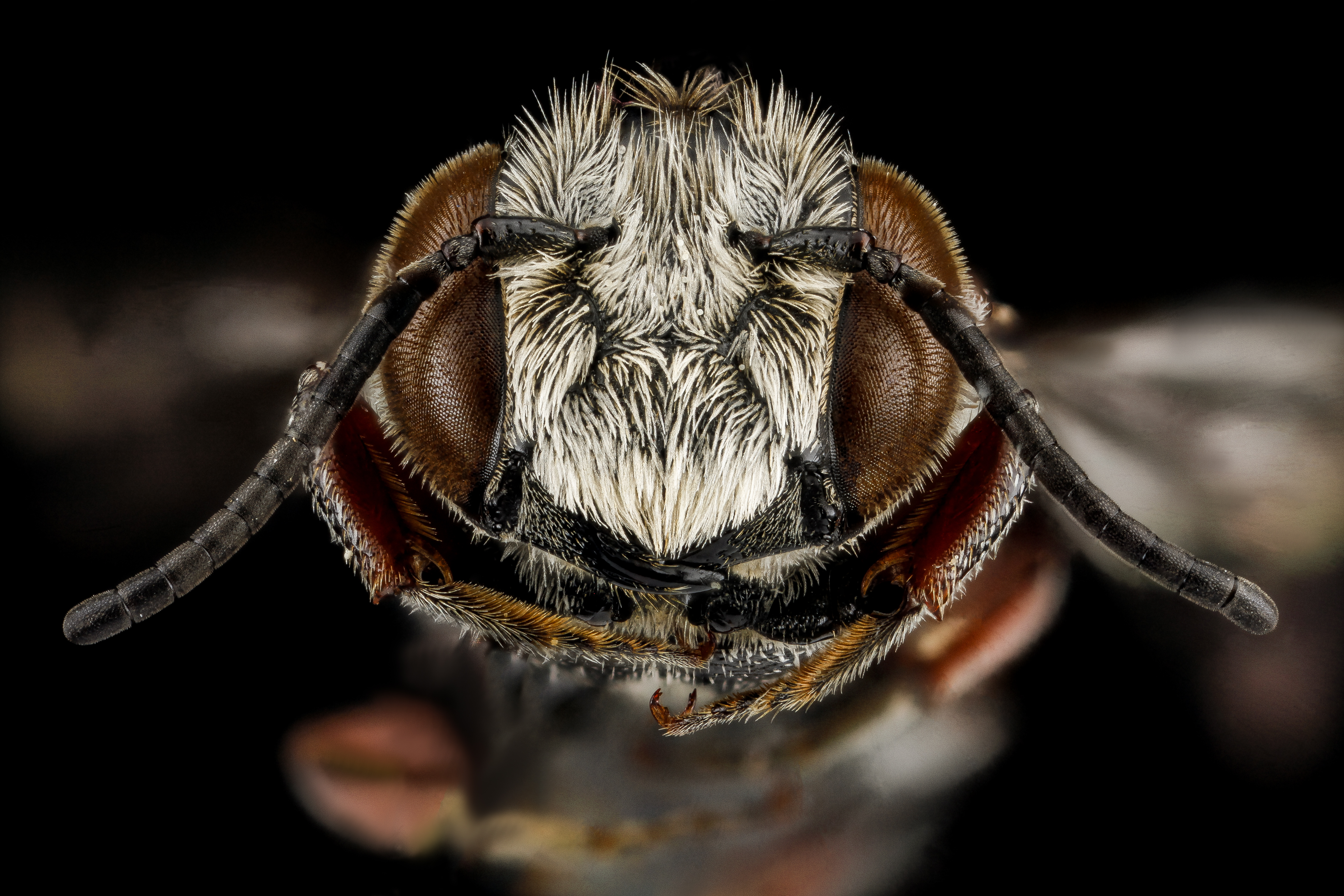